# Каруэ
Каруэ́ (исп. Carhué) — город в Аргентине в провинции Буэнос-Айрес. Административный центр муниципалитета Адольфо-Альсина.

## История
Во время президентства Николаса Авельянеды министр армии и флота Адольфо Альсина предложил план покорения внутренних территорий Аргентины, принадлежавших тогда индейцам. Основной частью плана было занятие пяти ключевых точек, возведение в них фортов, и прорытие большого рва для предотвращения угона скота.
Каруэ стало самой дальней точкой границы 1876 года. Южная дивизия под командованием подполковника Николя Леважа заняла это место 23 апреля 1876 года. 21 января 1877 года Николя Леваж официально основал «Поселение Адольфо-Альсина» («Pueblo de Adolfo Alsina»). В 1949 году «поселение» было повышено в статусе до «города» («ciudad»), и ему было возвращено историческое название «Каруэ».